# Ekspozicija
 Ovo je glavno značenje pojma Ekspozicija. Za druga značenja pogledajte Ekspozicija (razdvojba).
Ekspozicija (lat. expositio - izložba) u svijetu fotografije je izlaganje fotografskog filma, ploče, papira ili senzora svjetlosti. U fotografskom žargonu ekspozicijom se najčešće naziva trajanje otvora blende, tj. samo trajanje izlaganje fotografskog senzora svjetlosti. U tom kontekstu "ekspozicija" se mjeri u klasičnim vremenski jedinicama - sekundama, minutama ili satima, odnosno najčešće u rasponu od djela sekunde (npr. 1/4000) do nekoliko desetaka sekundi (npr. 30) kod modernih DSLR fotoaparata.
Ekspozicija se mjeri u luks sekundama, po sljedeće dvije formule:
fotometrijska ekspozicija
{\displaystyle H_{\mathrm {v} }=E_{\mathrm {v} }\cdot t}
radiometrijska ekspozicija
{\displaystyle H_{\mathrm {e} }=E_{\mathrm {e} }\cdot t}

## Poveznice
- Osvijetljenost